# Antenne Saar
Antenne Saar est une station de radio allemande appartenant à la Saarländischer Rundfunk. Créée le 12 décembre 2005, il s’agit d’un programme d’information franco-allemand issu d’un précédent programme nommé SR Info.

## Programmation
La programmation se compose de reprises d’autres radios. Les programmes germanophones sont fournis par cont.ra (station de la Südwestrundfunk), SR 2 Kulturradio (station culturelle de la Saarländischen Rundfunks), SR 3 Saarlandwelle et Phoenix.
La programmation francophone est assurée par Radio France internationale. Un programme en italien nommé Mezz’Ora Italiana est diffusé en fin de semaine. Enfin, la station diffuse les débats du Bundestag, du Bundesrat et du parlement sarrois.

## Identité de la station

Logo d'Antenne Saar jusqu'en 2011.
Logo d'Antenne Saar de 2011 à 2023.
Logo d'Antenne Saar à partir de 2023.

## Diffusion
(décembre 2020).
La diffusion se fait en Digital Audio Broadcasting.
Elle se faisait également en ondes moyennes jusqu'au 31 décembre 2015. Ce dernier type d’émission se faisait de 8 h à 18 h en hiver et de 9 h à 19 h en été sur la fréquence de 1 179 kHz grâce à l’émetteur de Heusweiler, d’une puissance de 10 kW, couvrant ainsi la Sarre, la moitié sud du Luxembourg, une partie de la Rhénanie-Palatinat, la Moselle, une partie de la Meurthe-et-Moselle jusqu’aux abords de Nancy, et le Nord-Ouest du Bas-Rhin.
La nuit la couverture était plus large : la réception était particulièrement bonne en Rhénanie, au Luxembourg, en Wallonie et en France dans un arc de cercle allant de Vesoul à Fourmies (Alsace, Lorraine, Champagne). La station était audible mais de façon moins bonne dans le Sud de l'Allemagne, aux Pays-Bas, en Suisse et dans certaines parties de la France (Franche-Comté, Bourgogne (jusqu'au Creusot), Paris et l'Est de l'île de France, la Picardie et l'Est du Nord-Pas de Calais).